# أنبياء عرب
الأنبياء العرب، هم الأنبياء الذين كانوا عربًا يتكلمون العربية. فقد ذكر في حديث أبي ذر الغفاري أنه سمع النبي محمد يقول في ذكر الأنبياء والمرسلين: «منهم أربعة من العرب: هود، وصالح، وشعيب، ونبيك يا أبا ذر».
قال أحمد البدوي الشنقيطي فيهم في عمود النسب:

## درجة الحديث
روى هذا الحديث أبو حاتم بن حبان البستي في كتابه الأنواع والتقاسيم، وقد وسمه بالصحة، وخالفه أبو الفرج بن الجوزي فذكر هذا الحديث في كتابه الموضوعات من الأحاديث المرفوعات، واتهم به أحد رواته إبراهيم بن هشام.

## الأنبياء العرب
1. النبي هود: أرسل إلى قوم عاد. وذكر في القرآن في الآية: ﴿كَذَّبَتْ عَادٌ الْمُرْسَلِينَ ۝١٢٣ إِذْ قَالَ لَهُمْ أَخُوهُمْ هُودٌ أَلَا تَتَّقُونَ ۝١٢٤ إِنِّي لَكُمْ رَسُولٌ أَمِينٌ ۝١٢٥ فَاتَّقُوا اللَّهَ وَأَطِيعُونِ ۝١٢٦ وَمَا أَسْأَلُكُمْ عَلَيْهِ مِنْ أَجْرٍ إِنْ أَجْرِيَ إِلَّا عَلَى رَبِّ الْعَالَمِينَ ۝١٢٧﴾ [7]
2. النبي صالح: أرسل إلى قوم ثمود. وذكر في القرآن في الآية: ﴿كَذَّبَتْ ثَمُودُ الْمُرْسَلِينَ ۝١٤١ إِذْ قَالَ لَهُمْ أَخُوهُمْ صَالِحٌ أَلَا تَتَّقُونَ ۝١٤٢﴾ [8]
3. النبي إسماعيل: بعث في مكة. وذكر في القرآن في الآية: ﴿وَإِسْمَاعِيلَ وَإِدْرِيسَ وَذَا الْكِفْلِ كُلٌّ مِنَ الصَّابِرِينَ ۝٨٥﴾،[9] ﴿وَاذْكُرْ فِي الْكِتَابِ إِسْمَاعِيلَ إِنَّهُ كَانَ صَادِقَ الْوَعْدِ وَكَانَ رَسُولًا نَبِيًّا ۝٥٤﴾.[10]
4. النبي شعيب: أرسل إلى أهل مدين. وذكر في القرآن في الآية: ﴿وَإِلَى مَدْيَنَ أَخَاهُمْ شُعَيْبًا قَالَ يَا قَوْمِ اعْبُدُوا اللَّهَ مَا لَكُمْ مِنْ إِلَهٍ غَيْرُهُ قَدْ جَاءَتْكُمْ بَيِّنَةٌ مِنْ رَبِّكُمْ فَأَوْفُوا الْكَيْلَ وَالْمِيزَانَ وَلَا تَبْخَسُوا النَّاسَ أَشْيَاءَهُمْ وَلَا تُفْسِدُوا فِي الْأَرْضِ بَعْدَ إِصْلَاحِهَا ذَلِكُمْ خَيْرٌ لَكُمْ إِنْ كُنْتُمْ مُؤْمِنِينَ ۝٨٥﴾ [11]
5. الرسول محمد صلى الله عليه وسلم: وهو نبي الإسلام وخاتم النبيين. وذكر أربع مرات باسمه في القرآن: ﴿مَا كَانَ مُحَمَّدٌ أَبَا أَحَدٍ مِنْ رِجَالِكُمْ وَلَكِنْ رَسُولَ اللَّهِ وَخَاتَمَ النَّبِيِّينَ وَكَانَ اللَّهُ بِكُلِّ شَيْءٍ عَلِيمًا ۝٤٠﴾ [12]